# HMS Tigris (N63)
«Тайгріс» (N63) (англ. HMS Tigris (N63) — військовий корабель, підводний човен типу «T» Королівського військово-морського флоту Великої Британії часів Другої світової війни.

## Історія створення
Підводний човен «Тайгріс» був закладений 11 травня 1938 року на верфі компанії Cammell Laird у Беркенгеді. 31 жовтня 1939 року він був спущений на воду, а 20 червня 1940 року увійшов до складу Королівських ВМС Великої Британії. 

## Історія служби
Субмарина брала активну участь у бойових діях на морі в Другій світовій війні; корабель бився у Північній Атлантиці, біля берегів Європи, на Середземному морі, виконував завдання спеціальних операцій при діях британських командос.
Підводний човен увійшов до лав Королівського флоту літом 1940 року, а в липні вийшов з Ротсею у перший бойовий похід, який мав завданням патрулювання вод Біскайської затоки. 2 вересня 1940 року «Тайгріс» атакував торпедами німецький підводний човен U-58, але промахнувся; ворожий корабель повернувся до порту Лор'яна того ж дня.
5 жовтня 1940 року «Тайгріс» безрезультатно атакував італійські підводні човни «Маджоре Баракка» та «Реджинальдо Джуліані», які прямували до Бордо.
Наприкінці травня 1941 року після бою у Данській протоці, що стався 24 травня 1941 року, під час якого німецька рейдерська група з лінійного корабля «Бісмарк» і важкого крейсера «Принц Ойген» потопила британський лінійний крейсер «Худ» та пошкодили лінкор «Принц Уельський», британське адміралтейство вжило рішучих та активних заходів щодо пошуку та знищення капітальних кораблів противника.
Командувач підводними силами британського флоту віддав наказ на перехоплення німецьких кораблів шести підводним човнам («Сілайон», «Сівулф», «Старджен», «Пандора», «Тайгріс» і H44), які висунулись на позиції 120 миль західніше Бреста.
5 липня 1941 року «Тайгріс» потопив італійську субмарину «Мікеле Б'янкі» неподалік від естуарію Жиронди на її шляху до Атлантики.
24 серпня 1941 року підводний човен перевели на північний напрямок, до радянського Полярного, куди «Тайгріс» прибув у супроводі радянського есмінця «Урицький», і в подальшому базувався на цю ВМБ.
26 грудня 1941 року підводний човен узяв участь у проведенні спеціальної операції британських командос, під кодовою назвою операція «Анкліт» — рейд No. 12 Commando на Лофотенські острови за підтримки 22 кораблів та суден трьох флотів. У той час німецькі військовики переважно святкували наступне свято після Різдва — День подарунків. Протягом двох діб оперативна група флоту та командос утримували низку важливих об'єктів на островах, зокрема вивели з ладу 2 ворожі радіостанції та потопили декілька суден. За результатами рейду Гітлер був певен, що союзники розпочали вторгнення до Норвегії, й віддав наказ утримувати в країні значні сили та засоби.
На початку 1942 року корабель повернувся до Англії, діяв поблизу північних вод Британських островів. У вересні 1942 року «Тайгріс» вийшов на забезпечення прикриття проведення конвою PQ 18, що прямував до Радянського Союзу. 10 вересня підводний човен атакував німецький важкий крейсер «Адмірал Гіппер», але атака виявилась невдалою, усі 5 торпед пройшли мимо ворожого корабля.
7 листопада 1942 року «Тайгріс» вирушив на Гібралтар, підводний човен переводили на посилення Середземноморського флоту; до порту призначення він прибув 15 листопада. 25 листопада «Тайгріс» вийшов у свій 16 бойовий похід, патрулював південно-західніше острову Сардинія.
6 грудня 1942 року підводний човен торпедував та затопив італійську субмарину «Порфідо»; за цей вчинок командир корабля лейтенант-командер Дж. Кольвін був удостоєний ордена «За видатні заслуги».
21 січня 1943 року «Тайгріс» потопив у протоці Отранто італійське торговельне судно «Citta di Genova», на борту якого перебували грецькі офіцери, узяті в ролі заручників італійцями. Більшість з них загинуло в результаті атаки.
18 лютого підводний човен вийшов з бухти Мальти на патрулювання поблизу Неаполя. Останній раз субмарина була зафіксована о 07:30 24 лютого на відстані 63 км від острову Капрі. Зранку 27 лютого німецький  мисливець за підводними човнами UJ 2210 під командуванням лейтенанта-цур-зее О.Поллманна, що супроводжував конвой поблизу острову Капрі, помітив британський ПЧ та атакував його глибинними бомбами. Після третьої атаки на поверхні з'явилось пляма оливи, а четвертий удар 15-ма бомбами призвів до появи величезної повітряної бульби на поверхні моря.
6 березня 1943 року «Тайгріс» мав повернутись до Алжиру, але не прибув і 10 числа був оголошений загиблим. Екіпаж з 6 офіцерів та 56 матросів вважається зниклими безвісти.